# The Collection (30 Rock)
"The Collection" é o terceiro episódio da segunda temporada da série de televisão de comédia de situação norte-americana 30 Rock, e o 24.° da série em geral. Teve o seu enredo escrito pelo produtor Matt Hubbard, e foi realizado pelo também produtor Don Scardino. A sua transmissão nos Estados Unidos ocorreu na noite de 18 de Outubro de 2007 através da rede de televisão National Broadcasting Company (NBC). Os actores convidados para o episódio foram Steve Buscemi, Sherri Shepherd, Maulik Pancholy, Kevin Brown, e Grizz Chapman. O comediante Jackie Mason participou do episódio interpretando uma versão fictícia de si mesmo.
No episódio, o executivo Jack Donaghy (interpretado por Alec Baldwin) está neste momento a concorrer para a vice-presidência da General Electric (GE) e então contrata os serviços do detetive privado Lenny Wosniak (Buscemi) para investigar quaisquer segredos obscuros seus. Entretanto, a actriz Jenna Maroney (Jane Krakowski) concretiza que a sua obesidade ajudou-a a atingiu o ápice do sucesso na sua carreira, mas entra em pánico quando se apercebe que a sua felicidade por causa deste sucesso está a contribuir para a uma perda de peso, recorrendo à ajuda do estagiário Kenneth Parcell (Jack McBrayer) para solucionar o seu problema. Em outros lugares, Angie Jordan (Shepherd) pede que Liz Lemon (Tina Fey) ajude-a a controlar Tracy Jordan (Tracy Morgan).
Em geral, "The Collection" foi recebido com opiniões positivas pelos membros da crítica especialista em televisão do horário nobre. Todavia, houve alguns analistas que lamentaram o mau aproveitamento das estrelas convidadas, especialmente Buscemi. Não obstante, o actor recebeu uma nomeação ao Prémio Emmy pelo seu desempenho no episódio. De acordo com os dados publicados pelo sistema de mediação de audiências Nielsen Ratings, "The Collection" foi assistido por uma média de 6,27 milhões de telespectadores norte-americanos, e foi-lhe atribuída a classificação de 2,6 e seis de share no perfil demográfico dos telespectadores entre os dezoito aos 49 anos de idade.

## Produção

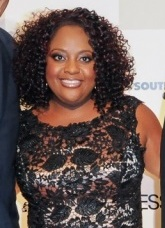
"The Collection" marcou a terceira participação de Sherri Shepherd em 30 Rock.

"The Collection" é o terceiro episódio da segunda temporada de 30 Rock. O seu enredo foi escrito por Matt Hubbard e foi realizado por Don Scardino; ambos são produtores nesta temporada. Assim, foi o terceiro episódio da série a ter o seu guião escrito por Hubbard, assim como o primeiro da temporada, e a oitava vez que Scardino realiza um episódio do seriado, sendo "SeinfeldVision" o mais recente.
O actor e comediante de stand-up Jackie Mason fez uma breve aparição em "The Collection," na cena na qual Liz aconselha um Kenneth em desespero sobre como manter Jenna gorda. Depois disso, é transmitido uma analepse na qual Liz é insultada por Mason mas decide fazer uma investida romântica nele. Este episódio marcou a primeira participação especial do actor Steve Buscemi a desempenhar o detetive privado Lenny Wosniak. Buscemi não só voltaria a participar da série em mais cinco episódios, como também viria a realizar um episódio na terceira temporada e outro na sexta. Outra participação especial em "The Collection" foi a da actriz Sherri Shepherd na sua terceira aparição em 30 Rock, e sua segunda e última nesta temporada. Embora os seus nomes tenham sido listados durante a sequência de créditos finais, os actores Judah Friedlander, Katrina Bowden, Keith Powell e Lonny Ross — respetivos intérpretes das personagens Frank Rossitano, Cerie Xerox, James "Toofer" Spurlock e Josh Girard — não participaram de "The Collection."
No anúncio fictício para a marca Enormé protagoniado por Jenna após ganhar peso, a canção de fundo, que foi também reproduzida ao longo da sequência ds créditos finais, contém sussurros em palavras italianas que, quando traduzidas, significam "mulher muito gorda," "porca fêmea" e "baleia."

## Enredo
Após a sua separação, Tracy Jordan (Tracy Morgan) e a sua esposa Angie (Sherri Shepherd) reconciliam-se sob a condição de Tracy estar sobre controlo constante dela. Liz Lemon (Tina Fey) fica surpresa quando vê Tracy a horas no seu camarim, porém, Angie confessa não conseguir tomar conta de Tracy sozinha, pedindo ajuda a Liz. Então, Angie sai para tratar de seus assuntos pessoais enquanto Liz encontra dificuldades em lidar com Tracy, que foge para um clube de strip. Quando Angie volta ao estúdio, Liz mente sobre o paradeiro de Tracy, mas Angie rapidamente descobre sobre a fuga do seu marido, culpando Liz por isso. De seguida, Angie ordena que todas as decisões acerca de ideias sobre segmentos de comédia devam passar primeiro por ela, e rejeita todas as ideias de Liz. De modo a resolver este problema, Liz oferece um crédito de consultora à Angie, que declina. Então, sem saída, Liz opta por lutar com Angie, mas Tracy reprimende as duas pelo seu comportamento infantil e faz as pazes com a sua esposa.
Entretanto, Jack Donaghy (Alec Baldwin) contrata o detetive privado Lenny Wosniak (Steve Buscemi) para investigar sobre qualquer evento do seu passado que possa comprometer a sua ascensão à vice-presidência da GE. O detetive descobre uma coleção de potes de Jack e avisa-o a livrar-se deles. Jack inicialmente não consegue abdicar dos seus potes e, ao notar que Kenneth Parcell (Jack McBrayer) tem uma coleção similar, oferece tudo a ele. Kenneth, por sua vez, encontra-se envolvido nas artimanhas de Jenna Maroney (Jane Krakowski) que, agora que atingiu o ápice da fama devido ao seu peso excessivo, foi parabenizada por Jack, a quem ela admira. No entanto, em uma conversa com Liz, Jenna revela a sua ansiedade acerca de perder peso, temendo perder também a sua fama. Então, de modo a ajudá-la, Jack manda Kenneth seguir Jenna para garantir que ela mantenha o peso. Liz aconselha o estagiário a insultar Jenna para incentivá-la a comer mais, e escreve uma lista das coisas a dizer para magoá-la. Porém, a actriz acaba ficando excitada pelos insultos e começa a atirar-se a Kenneth.

### Análises da crítica

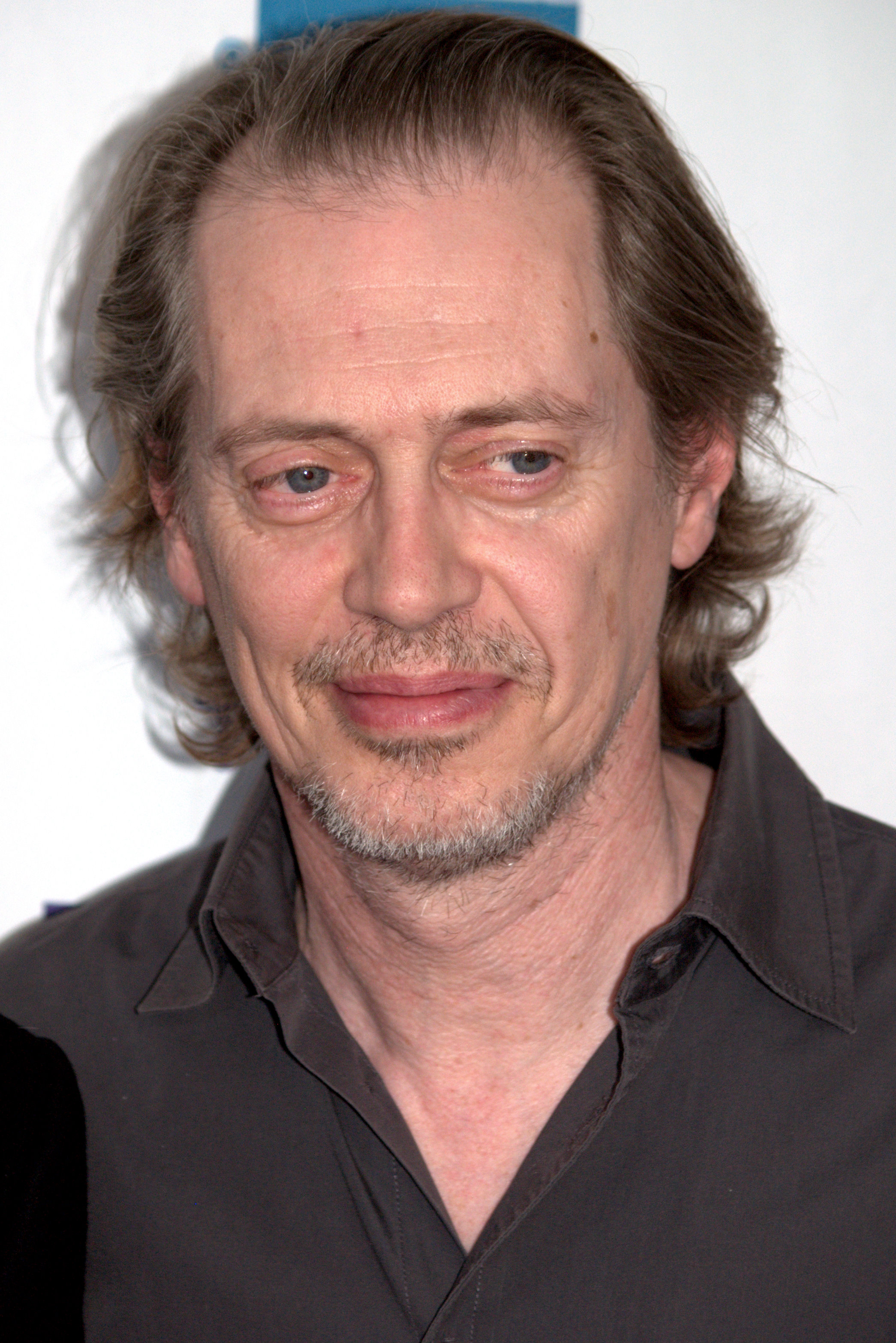
O actor convidado Steve Buscemi foi nomeado a um Prémio Emmy pelo seu desempenho em "The Collection."